# NGC 3946
NGC 3946 ist eine linsenförmige Galaxie mit aktivem Galaxienkern vom Hubble-Typ S0/a im Sternbild Löwe auf der Ekliptik. Sie ist schätzungsweise 293 Millionen Lichtjahre von der Milchstraße entfernt und hat einen Durchmesser von etwa 45.000 Lj.

Im selben Himmelsareal befinden sich die Galaxien NGC 3929, NGC 3940, NGC 3947, NGC 3954.
Das Objekt wurde am 23. April 1886 von Guillaume Bigourdan entdeckt.